# Měřín
Měřín (en allemand : Wollein) est un bourg (městys) du district de Žďár nad Sázavou, dans la région de Vysočina, en République tchèque. Sa population s'élevait à 1 981 habitants en 2020.

## Géographie
Měřín se trouve à 11 km à l'ouest-nord-ouest de Velké Meziříčí, à 20 km au sud-sud-ouest de Žďár nad Sázavou, à 20 km à l'est de Jihlava à 129 km au sud-est de Prague.
La commune est limitée par Meziříčko et Černá au nord, par Blízkov à l'est, par Stránecká Zhoř au sud-est, par Otín et Chlumek au sud, et par Kamenice à l'ouest.

## Histoire
La première mention écrite de la localité date de 1298. La commune a le statut de městys depuis le 10 octobre 2006.

## Patrimoine religieux

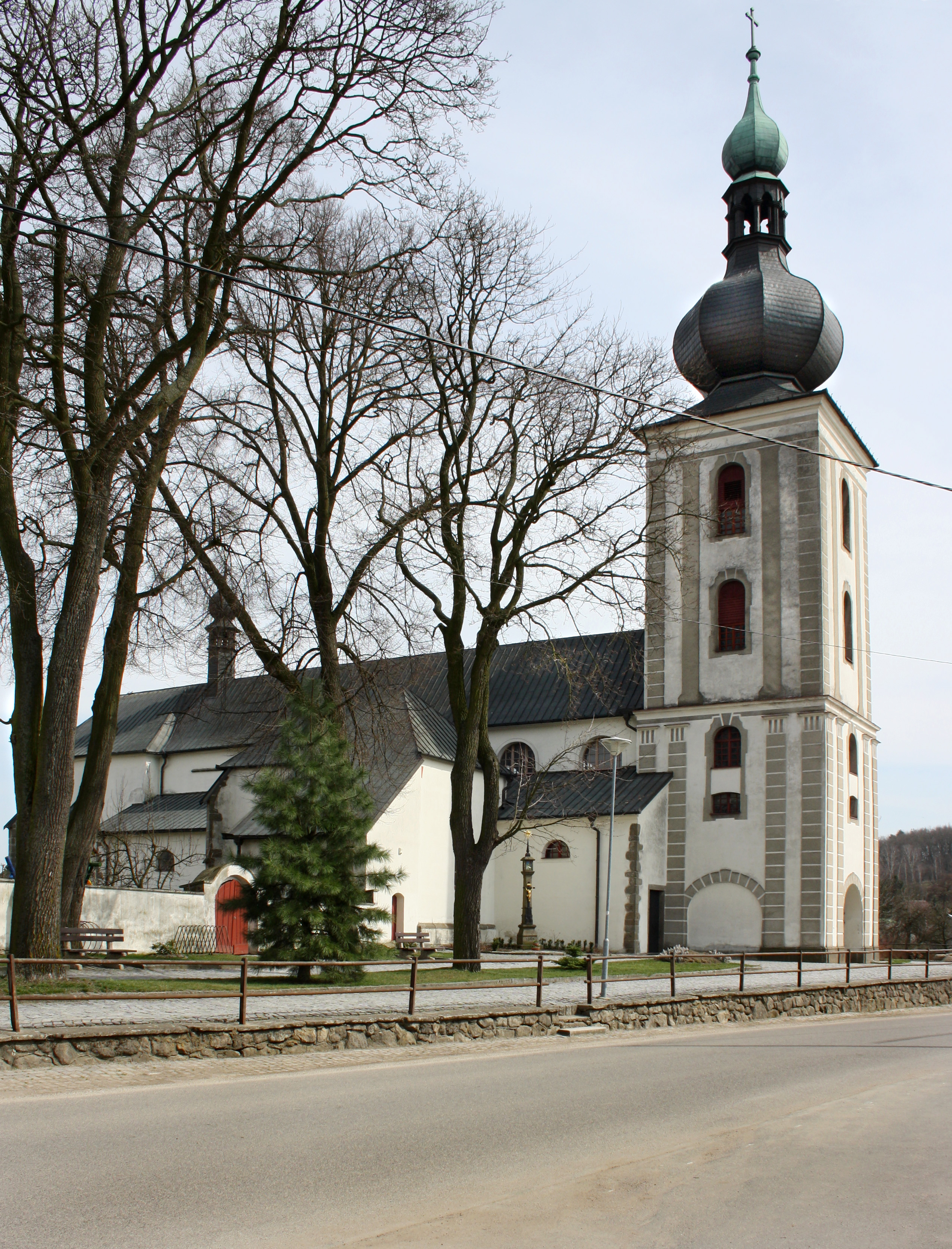
Église Saint-Jean Baptiste à Měřín.
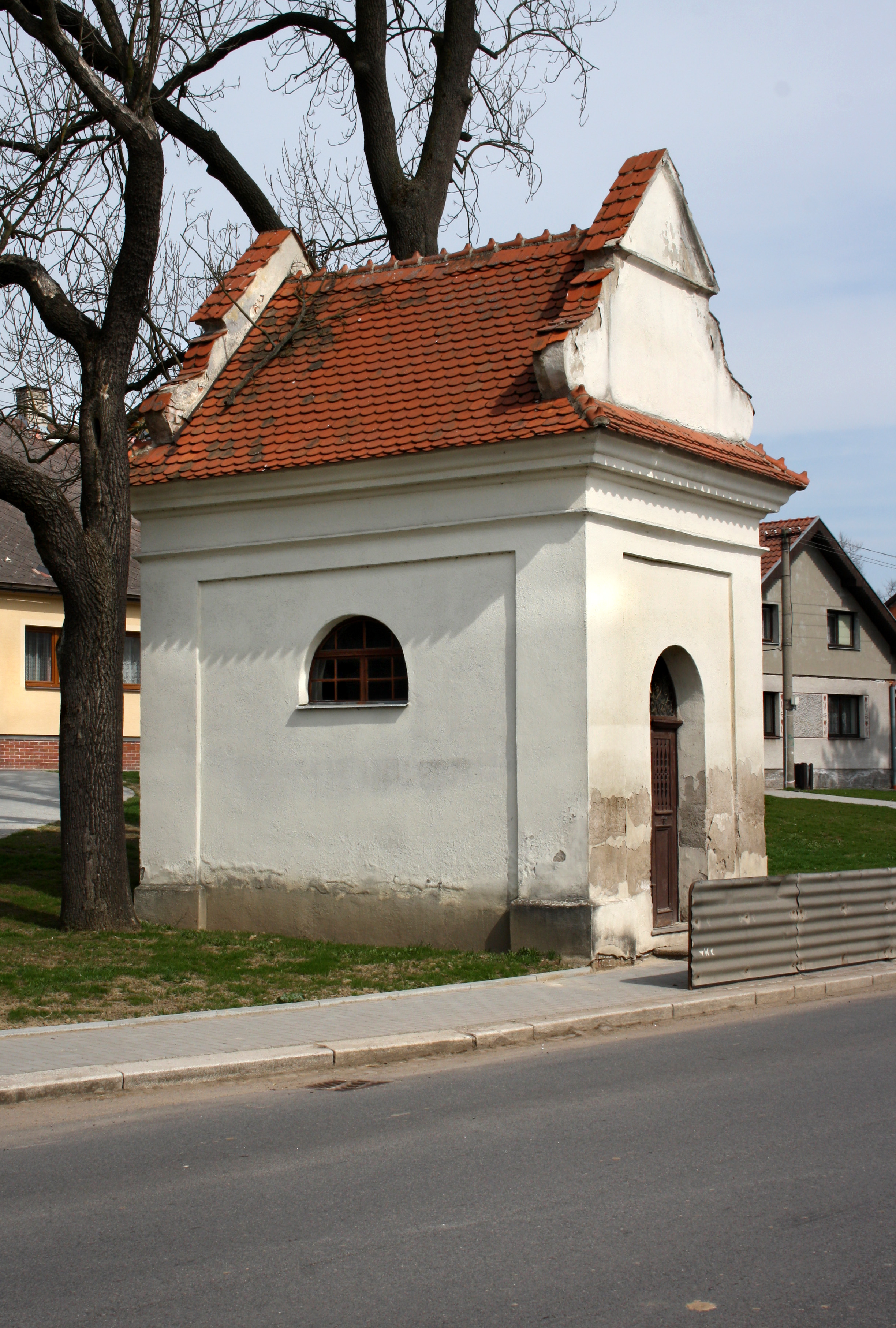
Chapelle Notre Dame des Neiges à Měřín.

## Administration
La commune se compose de deux sections :
- Měřín
- Pustina

## Transports
Par la route, Měřín se trouve à 11 km de Velké Meziříčí, à 26 km de Žďár nad Sázavou, à 25 km de Jihlava et à 144 km de Prague.
Měřín est desservie par l'autoroute D1 (sortie  134), qui relie Prague à la frontière polonaise en passant par Brno et Ostrava.